# Hugues de Toul
Hugues de Toul (ou Hugo Tullensis), est un chroniqueur médiéval, longuement cité par Jacques de Guise dans ses chroniques du Hainaut.
On ignore à quelle époque il a vécu, mais c’est assurément au moins avant la fin du XIIIe siècle ou au tout début du XIVe, puisque Jacques de Guise (mort en 1399) a eu le temps de le lire et de le citer. 

## Œuvre
Il reste peu de traces de cet auteur, dont les écrits originaux semblent tous avoir été perdus. 
Hugues de Toul, est connu (via les chroniqueurs qui lui ont succédé) pour avoir écrit les histoires des Lorrains « Historias Lotharingorum ». Il l'avait écrit selon J. De Guyse :
« avec beaucoup de soin en langue vulgaire (c'est-à-dire en français et non en latin) après avoir fait de profondes recherches sur la généalogie des princes lorrains : Alius autem in vulgari eandem (historiam) compostât curiose, ut Hugo Tullensis qui Lotharingorum genealogiam profundius investigans, historiam Belgorum solemniter pertractavit ».    
Selon de Guyse son œuvre semble valoir d’autres documents (« monumens ») qu'il a consulté, tels que Charlœ Austrasiensium, verba Lothariensium.
- Il aurait écrit un « Testimonia », évoqué par Paulin Paris, dans une note de son premier volume sur Val-parfunde, p. 96, (« Hugues de Toul, comme on le verra à la Gn de ce volume, dans les Testimonia, en parle également », mais ces Testimonia ne figurent ni dans le premier ni dans le second volume. « L'éditeur les aura perdus de vue ou se sera ravisé ; pour notre part, nous le regrettons » commente le polygraphe et historien belge Baron de Reiffenberg.

Il évoque, Selon le baron de Reiffenberg la Saga de Garin (ou Saga des Lorrains, ou Rroman de Garin) qui est une Saga familiale et héroïque de Garin le Lorrain, laquelle met en scène les conflits entre la « race de Pépin » et celle de Mérovée. De Reiffenberg note que cette saga semble fortement inspirée du Nibelungen qui aurait circulé en Belgique au Moyen Âge. 
À ce propos, selon le Baron de Reiffenberg, Hugues de Toul raconte qu’après ma mort de Charles Martel, c'est « Gautier-L’orphelin, frère de Hugues de Cambrésis, et fils d'Aubri ou Albéric, régnait sur le Hainaut. 
Selon la saga ; Ces deux frères avaient épousé les deux filles d'Hervé ou Hervis, duc de Metz, sœurs de Garin et de Bégon. Les Sarrasins ayant attaqué la Gaule et assiégé Soissons, Gautier rassembla à ses frais les nobles, tant du Hainaut que du Brabant, et après s'être joint à son frère Hugues, aux Lorrains et aux Francs, il attaqua les barbares, les chassa de devant Soissons et les extermina presque jusqu'au dernier. Vers le même temps et après la mort d'Aélis, duchesse de Metz, mère du duc Hervé, les Vandales envahirent encore les Gaules, ravagèrent la Lorraine supérieure et vinrent mettre le siège devant Metz. 
Secouru par Gautier-l'Orphelin, Hugues de Cambrai, l'évêque Gérard de Liège et Anségise, roi de Cologne, Hervé fut tué en poursuivant de trop près ses ennemis. Garin devint ainsi duc de Lorraine, tandis que la Flandre obéissait aux forestiers du roi Pépin. II s'éleva des différends entre lui et Bégon, son frère, d'une part, et Fromond, prince de Bordeaux ou de Brugges selon de Fortia qui traduit Brudegalensem par Brugge et non par Bordeaux. Selon de Réichaffen, s'il s'était vraiment agit de Brugges, l'auteur aurait dû écrire Brugensibus et d'Artois, comte de Boulogne, et ses amis de l'autre. Longtemps ils avaient su cacher la haine qu'ils se portaient, et il n'en était résulté rien de fâcheux; mais un jour, dans le palais du roi Pépin, à Laon, les Bordelais du parti de Fromond, ayant trouvé Garin seul, se jetèrent sur lui. II se défendit avec courage, renversa Harderic ou Hardré, père de Fromond, et lui brisa le crâne sur le pavé. Cette scène occasionna une rixe terrible. Les Lorrains accoururent au secours de leur gouverneur, tuèrent un grand nombre des partisans de Fromond et chassèrent les autres du palais ». 
Ceci est rapporté par Hugues de Toul comme une vérité, très probablement « d'après des autorités plus anciennes et probablement des chansons de geste et d'autres renseignemens de cette espèce. Baudouin d'Avesnes parle également de ce Garin » faisait remarquer le baron de Reiffenberg.

## Crédibilité
Hugues de Toul n’est pas à considérer comme un véritable historien au sens où nous l’entendons aujourd’hui. 

Ses sources, sont anciennes et issues du légendaire issu des  traditions orales ou sur de chroniques apocryphes (que selon le baron de Reiffenberg qui s'est beaucoup intéressé au Moyen Âge, in Philippe Mouskes, Chronique rimée de Philippe Mouskes, [Volume 2 / Collections de chroniques belges inédites, publiées par ordre du Gouvernement, et par les soins de la Commission royale d'Histoire. Voir page CCLXVI]
« on multipliait aisément au milieu de la disette des documens authentiques, détruits par les invasions de l'étranger » ou ensevelis dans des dépôts inaccessibles.
Des auteurs tels que le baron de Reiffenberg lui reprochent (mais sans l’avoir lu, autrement que par les extraits qu’en cite Jacques de Guyse)  d’avoir manqué de recul en reprenant à son compte – comme de nombreux chroniqueurs médiévaux - des allégations historiques non vérifiables et probablement souvent fausses ou mêlées de merveilleux.
« De nouvelles fortunes s'étaient élevées, la vieille aristocratie franque  et gauloise avait été décimée, sinon détruite, à Fontenay; il fallait flatter l'amour-propre des races récentes, en leur créant de vieux titres d'illustration; d'ailleurs la critique étant un art inconnu, Hugues de Toul avait pu prendre pour de l'histoire les caprices de la poésie, et ces inventions dans lesquelles se complait l'imagination des peuples, méme en présence des faits et de leur expression officielle ».
le baron de Reiffenberg, un peu vite, peut-être se moque de la crédulité de Hugues de Toul comme suit 
« Sans recourir à d'autres exemples, ni remonter à des temps éloignés, qui m'expliquera, comment, de nos jours, une chanson populaire, consacrée à la mort du duc de Marlborough, a propagé des récits évidemment contraires à toutes les notions historiques ? Cette chanson, en effet, suppose que ce fameux guerrier est mort à l'armée, qu'un page en arrive et annonce ce malheur à l'épouse du héros, qui, assise au haut d'une tour, attendait impatiemment de ses nouvelles. Qui ignore pourtant que le duc de Malborough est mort dans sa patrie, comblé d'honneurs et au milieu de sa famille ? »
Si la valeur historique de ses écrits est à fortement relativiser, qui nous en est parvenu reste néanmoins très intéressant pour éclairer le contexte sociopsychologique et politique du haut Moyen Âge et de l’époque de Jacques de Guyse.